# Butterfly (머라이어 캐리의 음반)
《Butterfly》는 미국의 싱어송라이터 머라이어 캐리의 여섯 번째 정규 앨범으로, 1997년 9월 10일 컬럼비아 레코드를 통해 발매되었다. 이 앨범은 힙합과 어반 어덜트 컨템퍼러리 사운드를 포함하고 있으며, 부드럽고 현대적인 멜로디도 함께 담고 있다. 캐리는 이번 프로젝트에서 이전 앨범 대부분의 곡을 함께 작업했던 월터 아파나시에프와 다시 협업했으며, 숀 "퍼피" 콤스, 큐팁, 미시 엘리엇, 트랙마스터스 등 유명 힙합 프로듀서 및 래퍼들과도 협업했다. 특히 이들 힙합 아티스트들이 앨범의 상당 부분을 프로듀싱하면서, 《Butterfly》는 캐리의 이전 앨범들에 비해 어덜트 컨템퍼러리 중심의 사운드에서 벗어나게 되었다.
《Butterfly》를 통해 머라이어 캐리는 1995년작 《Daydream》에서 시작된 음악적 전환을 이어갔다. 이는 그녀를 팝 중심의 배경에서 벗어나 알앤비와 힙합 시장으로 한층 더 진입하게 만들었다. 이 앨범을 통해 캐리는 작곡 및 녹음 과정에서 자신의 창작적 성숙과 음악적 진화를 반영할 수 있었다. 캐리는 자신의 열두 번째 정규 앨범 《Memoirs of an Imperfect Angel》(2009) 부클릿에서 《Butterfly》를 자신의 최고 역작이자 인생과 커리어에서 전환점이 된 작품이라고 언급했다.
이 앨범에서는 다섯 개의 싱글이 발매되었으며, 이 중 두 곡은 전 세계 상업 발매되었고 나머지 세 곡은 한정 발매되었다. 앨범의 리드 싱글 〈Honey〉는 미국과 캐나다에서 1위를 차지했으며, 뉴질랜드, 스페인, 영국에서는 톱 5에 진입했다. 다섯 번째이자 마지막 싱글인 〈My All〉은 유럽 전역에서 톱 10에 진입했으며, 미국 차트에서는 정상을 차지했다. 앨범 홍보를 위해 캐리는 Butterfly World Tour를 진행했으며, 이 투어는 호주, 일본, 대만을 방문했고, 미국에서는 단 한 차례 공연이 열렸다.
《Butterfly》는 제40회 그래미 어워드에서 세 부문에 노미네이트되었으며, 음악 평단으로부터도 호평을 받았다. 평론가들은 캐리의 음악적 전환을 긍정적으로 평가했으며, 성숙한 사운드와 프로덕션, 음악적 방향성에 찬사를 보냈다. 당시 캐리는 소니 뮤직과의 갈등으로 언론의 집중 조명을 받고 있었지만, 《Butterfly》는 국제적으로 큰 상업적 성공을 거두며 미국, 호주, 캐나다, 그리스, 일본, 네덜란드 등 여러 국가의 앨범 차트 1위를 차지했다. 이 앨범은 미국 음반 산업 협회로부터 5× 플래티넘 인증을 받았으며, 일본에서는 밀리언 어워드를 수상했다. 전 세계적으로는 1,000만 장 이상의 판매고를 기록했다.

## 곡 목록
| #            | 제목                                 | 작사                              | 작곡 | 편곡                                        | 재생 시간 |
| ------------ | ------------------------------------ | --------------------------------- | --- | ------------------------------------------- | --------- |
| 1.           | 〈Honey〉                            | 머라이어 캐리                     | 머라이어 캐리 숀 콤스 큐팁 스티비 제이 스티븐 헤이그 바비 로빈슨 로널드 라킨스 래리 프라이스 말콤 맥라렌 | 머라이어 캐리 숀 콤스 더 우마 스티비 제이   | 5:02      |
| 2.           | 〈Butterfly〉                        | 머라이어 캐리                     | 머라이어 캐리 월터 아파나시에프                                                                          | 머라이어 캐리 월터 아파나시에프             | 4:36      |
| 3.           | 〈My All〉                           | 머라이어 캐리                     | 머라이어 캐리 월터 아파나시에프                                                                          | 머라이어 캐리 월터 아파나시에프             | 3:53      |
| 4.           | 〈The Roof〉 (Back In Time)          | 머라이어 캐리                     | 머라이어 캐리 장클로드 올리비에 사무엘 반스 코리 루니                                                    | 머라이어 캐리 장클로드 올리비에 사무엘 반스 | 5:15      |
| 5.           | 〈Fourth of July〉                   | 머라이어 캐리                     | 머라이어 캐리 월터 아파나시에프                                                                          | 머라이어 캐리 월터 아파나시에프             | 4:23      |
| 6.           | 〈Breakdown〉                        | 머라이어 캐리 크레이지 본 위시 본 | 머라이어 캐리 스티비 제이                                                                                | 머라이어 캐리 숀 콤스 스티비 제이           | 4:45      |
| 7.           | 〈Babydoll〉                         | 머라이어 캐리 미시 엘리엇         | 머라이어 캐리 코리 루니 스티비 제이                                                                      | 머라이어 캐리 코리 루니                     | 5:07      |
| 8.           | 〈Close My Eyes〉                    | 머라이어 캐리                     | 머라이어 캐리 월터 아파나시에프                                                                          | 머라이어 캐리 월터 아파나시에프             | 4:22      |
| 9.           | 〈Whenever You Call〉                | 머라이어 캐리                     | 머라이어 캐리 월터 아파나시에프                                                                          | 머라이어 캐리 월터 아파나시에프             | 4:22      |
| 10.          | 〈Fly Away〉 (Butterfly Reprise)     | 머라이어 캐리 엘튼 존 버니 토핀   | 머라이어 캐리 데이빗 모랄레스                                                                            | 머라이어 캐리 데이빗 모랄레스               | 3:49      |
| 11.          | 〈The Beautiful Ones〉 (프린스 원곡) | 프린스                            | 프린스                                                                                                   | 머라이어 캐리 코리 루니                     | 7:00      |
| 12.          | 〈Outside〉                          | 머라이어 캐리                     | 머라이어 캐리 월터 아파나시에프                                                                          | 머라이어 캐리 월터 아파나시에프 코리 루니   | 4:46      |
| 총 재생 시간 | 총 재생 시간                         | 총 재생 시간                      | 총 재생 시간                                                                                             | 총 재생 시간                                | 57:19     |

## 차트

### 주간 차트
| 차트                    | 최고순위 |
| ----------------------- | -------- |
| 미국 (빌보드 200)       | 1        |
| 일본 (오리콘 앨범 차트) | 1        |

### 연간 차트
| 차트              | 최고순위 |
| ----------------- | -------- |
| 미국 (빌보드 200) | 21       |